# Variazioni su un tema di Chopin
Le Variazioni su un tema di Chopin, Op. 22 sono una composizione per pianoforte di Sergej Vasil'evič Rachmaninov.

## Storia della composizione
L'opera fu composta tra il 1902 e il 1903 e fu eseguita per la prima volta dallo stesso Rachmaninov a Mosca nel febbraio del 1903. Il compositore dedicò le Variazioni su un tema di Chopin al pianista ed insegnante di pianoforte polacco Teodor Leszetycki.

## Struttura della composizione
L'opera si compone di 22 variazioni sul preludio op. 28 n. 20 in do minore di Fryderyk Chopin. Nella prima edizione è annotato che tre variazioni ed il Presto finale possono essere omessi, a discrezione dell'esecutore. 
- Tema: Largo, 9 battute.
- I: Moderato, 8 battute.
- II:  Allegro, 8 battute.
- III: (L'istesso tempo) 8 battute.
- IV: (L'istesso tempo) 24 battute in 3/4.
- V: Meno mosso, 8 battute.
- VI: Meno mosso, 12 battute in 6/4.
- VII: Allegro, 8 battute (Nota: Questa variazione può essere omessa).
- VIII: (L'istesso tempo) 8 battute.
- IX: (L'istesso tempo) 8 battute.
- X: Più vivo, 14 battute (Nota: Questa variazione può essere omessa).
- XI: Lento, 14 battute in 12/8.
- XII: Moderato, 32 battute (Nota: Questa variazione può essere omessa).
- XIII: Largo, 16 battute.
- XIV: Moderato, 24 battute in 4/4 e una in 2/4.
- XV: Allegro scherzando, 45 battute in 12/8 in fa minore.
- XVI: Lento, 14 battute in fa minore.
- XVII: Grave, 18 battute in 3/4 in si bemolle minore.
- XVIII: Più mosso, 12 battute in si bemolle minore.
- XIX: Allegro vivace, 35 battute in la maggiore.
- XX: Presto: 108 battute in 3/4 in la maggiore.
- XXI: Andante: 24 battute in re bemolle maggiore, seguite da 29 battute in 3/4 in do maggiore Più vivo.
- XXII: Maestoso: 82 battute in 3/4 in do maggiore, poi 9 battute Meno mosso, per finire 19 battute Presto (Nota: Queste ultime 19 battute possono essere omesse).